# Jelena Dmitrijewna Baschkirowa
Jelena Dmitrijewna Baschkirowa (russisch Елена Дмитриевна Башкирова, englisch Elena Bashkirova; * 3. Juli 1958 in Moskau) ist eine russische Pianistin, Mitgründerin des Metropolis Ensemble Berlin und  künstlerische Leiterin des Jerusalemer Kammermusikfestivals (International Jerusalem Chamber Music Festival).

## Leben
Baschkirowa wurde in eine russisch-jüdische Musikerfamilie hineingeboren. Ihre Mutter war Geigerin und spielte im Orchester des Bolschoi-Theater. Der Vater war der Pianist und Lehrer Dmitri Baschkirow (1931–2021). Sie begann im Alter von sechs Jahren mit dem Klavierunterricht und studierte am Tschaikowski-Konservatorium in der Meisterklasse ihres Vaters. 1978 reiste sie aus der Sowjetunion aus und übersiedelte nach Paris.
Sie ist regelmäßig Gast bei bekannten Orchestern wie den Münchner Philharmonikern, dem Berliner Philharmonikern, den Wiener Symphonikern und dem Israel Philharmonic Orchestra. Im Jahr 1998 gründete sie das International Jerusalem Chamber Music Festival, welches alljährlich im September stattfindet. Seit Gründung zeichnet sie als künstlerische Leiterin für die Gestaltung des Festivals verantwortlich. Dieses Festival hat sich zu einem festen Bestandteil des kulturellen Lebens in Israel entwickelt. Gastspiele u. a. in Berlin, Paris, London, Wien und New York machen das Festival weit über die Grenzen Israels hinaus bekannt. 2012 gründete sie in Berlin dazu ein jährliches Partnerprogramm, das Kammermusikfestival Intonations im Jüdischen Museum. 2018 wurde Jelena Baschkirowa mit dem Preis des Klavier-Festivals Ruhr ausgezeichnet.
Jelena Baschkirowa ist seit 1988 mit dem Pianisten und Dirigenten Daniel Barenboim verheiratet. Das Paar hat zwei Söhne, den Produzenten und Songwriter David Barenboim (* 1983), bekannt unter dem Künstlernamen KD-Supier, und den klassischen Geiger Michael Barenboim (* 1985). Zuvor war sie mit dem Geiger Gidon Kremer verheiratet.

## Ehrungen
- Ehrendoktorwürde der Ben-Gurion-Universität im Negev
- 2017: International Classical Music Award (ICMA) in der Sparte Solo Instrument
- 2018: Preis des Klavier-Festivals Ruhr
- seit 2020: Ehrenpräsidentschaft der Felix-Mendelssohn-Bartholdy-Stiftung

## DVD
- Elena Bashkirova and Friends vom Jerusalem International Chamber Music Festival 2008, Produzent: Paul Smacny